# Església de Sant Martí Sesserres
L'església de Sant Martí Sesserres és una església del municipi de Cabanelles (Alt Empordà) inclòs en l'Inventari del Patrimoni Arquitectònic de Catalunya.

## Descripció
Situada dins del petit nucli de Sant Martí Sesserres, al nord-oest del municipi de Cabanelles al qual pertany.

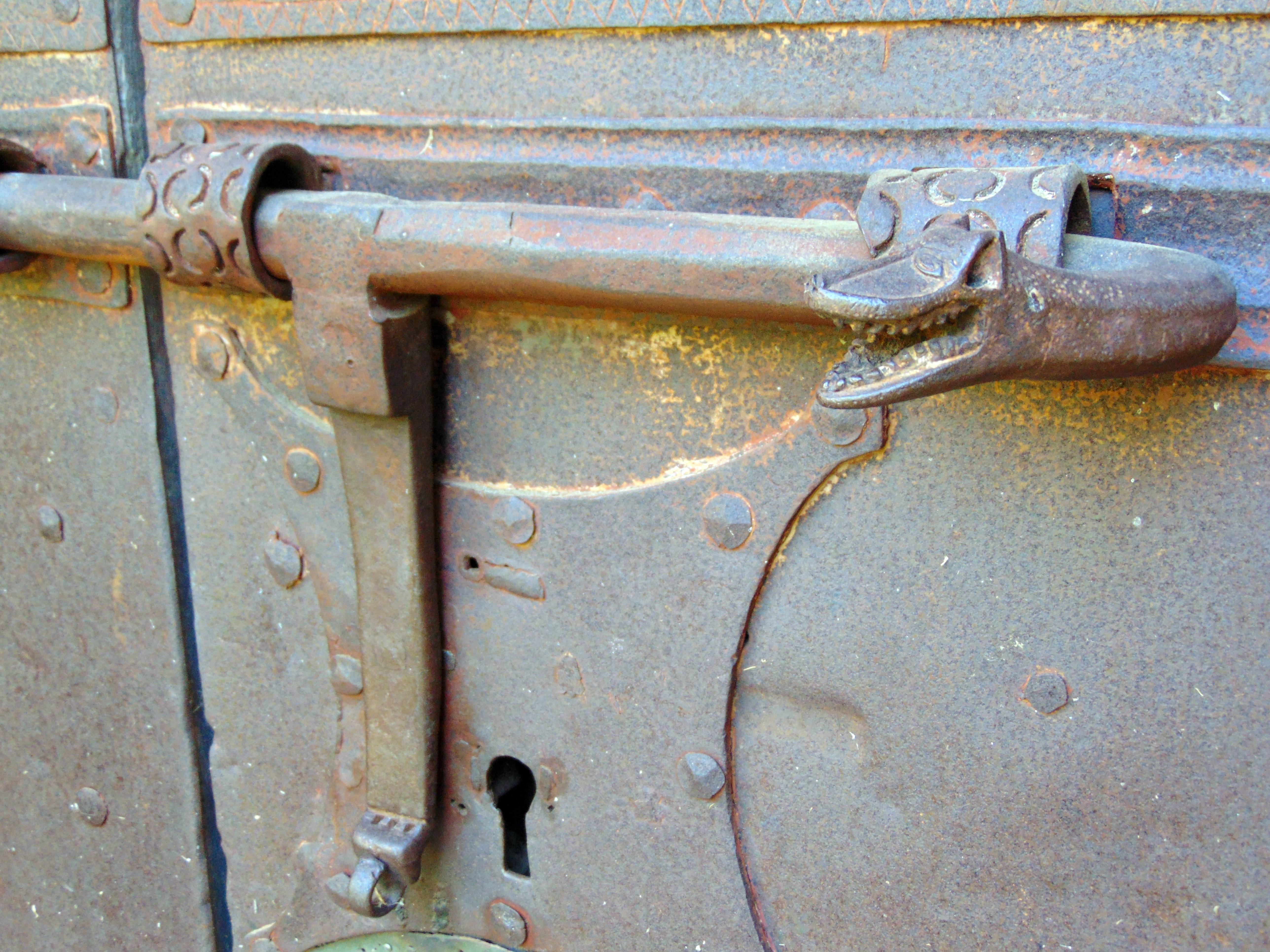
Detall de la porta

Església d'una sola nau amb absis semicircular orientat a llevant. La nau està coberta amb volta de canó seguit de perfil apuntat, mentre que l'absis està cobert amb volta ametllada i obert a la nau mitjançant un doble arc triomfal apuntat. Les voltes arrenquen d'una senzilla motllura que recorre el perímetre interior del temple i també l'extradós de les finestres de la nau. Les tres finestres del mur de migdia i la del fons de l'absis són de mig punt i doble esqueixada, força esveltes. La sagristia, probablement oberta amb posterioritat, està situada al costat de migdia de l'absis i el cor, situat als peus de la nau, se sosté amb un arc carpanell. La façana principal, orientada a ponent, presenta un portal d'accés format per quatre arcs de mig punt en gradació decreixent, amb llinda i timpà llisos en origen, tot i que actualment presenten creus pintades de color vermell. La porta en si està forrada amb una planxa de ferro gravada amb la llegenda "SERRA ME FE 23 ABRIL DE 1842". Damunt aquesta obertura, una rosassa circular va substituir la primitiva finestra de les mateixes característiques que les anteriors. A l'angle nord-oest de l'església hi ha el campanar de torre, de construcció posterior, planta quadrada i coberta de pavelló, amb els finestrals de mig punt. Cal destacar que exteriorment, l'absis fou ornamentat amb un ràfec sostingut per un fris de mènsules decorades amb boles. En una d'elles hi ha esculpits un petit cap humà.
La construcció està bastida amb un parament de carreus de pedra ben escairats, tot i que actualment en algunes zones es troben erosinats, disposats en filades regulars. La sagristia és de pedra desbastada disposada en filades, regularitzades mitjançant fragments de maons. Per acabar especificar que sobre la testera oriental de la nau hi ha les restes d'una creu de pedra.

## Història
L'església de Sant Martí Sesserres apareix mencionada l'any 1031 quan pertanyia a Lledó. Sembla, però, que ja existia l'any 922 com a possessió de la seu de Girona, situada al comtat de Besalú. L'any 1204, Dalmau de Creixell i la seva mare, Berenguera, van cedir la senyoria feudal de la parròquia al priorat de Lledó. Encara que existeixen aquests documents anteriors, l'obra actual data dels segles XII-XIII. El campanar és una obra molt posterior al romànic, i data probablement dels segles XVII-XVIII.